# Кинкель, Готфрид
Готтфрид Кинкель (11 августа 1815 — 13 ноября 1882) — немецкий поэт, учёный и политический деятель.
Родился в Оберкасселе около Бонна. Изучал богословие в Бонне и впоследствии в Берлине, после чего был протестантским пастором и лектором; в 1836 году получил должность приват-доцента богословия в Бонне, позже стал директором гимназии в этом городе и в течение короткого периода был помощником проповедника в Кёльне.
Изменив впоследствии своё отношение к религии, он оставил богословие и начал читать лекции по истории искусств, которой он заинтересовался ещё во время поездки в Италию в 1837 году. В 1846 году он был назначен экстраординарным профессором истории искусств в Боннском университете. За свою деятельность во время революции в Палатинате в 1849 году Кинкель был арестован и приговорен к пожизненным каторжным работам; был помещён в крепость Шпандау. Его друг Карл Шурц сумел в ноябре 1850 года устроить ему побег в Англию, откуда он переехал в Соединённые Штаты. Возвратившись в Лондон в 1853 году, он в течение нескольких лет преподавал немецкий язык и читал лекции по немецкой литературе, а в 1858 году основал немецкоязычную газету Hermann. В 1866 году он принял должность профессора археологии и истории искусств в Политехническом институте в Цюрихе, где прожил до конца жизни, никогда так и не возвратившись на родину.
Как поэт принадлежал к направлению сентиментализма. Первый его сборник, Gedichte, был опубликован в 1843 году в двух томах. Наиболее известные работы: поэмы Otto der Schütz, eine rheinische Geschichte in zwölf Abenteuern (1846) и Der Grobschmied von Antwerpen (1868), трагедия Nimrod (1857), а также труд по истории искусств Geschichte der bildenden Künste bei den christlichen Völkern (1845).
- Эта статья (раздел) содержит текст, взятый (переведённый) из одиннадцатого издания «Британской энциклопедии», перешедшего в общественное достояние.